# 尊室廣

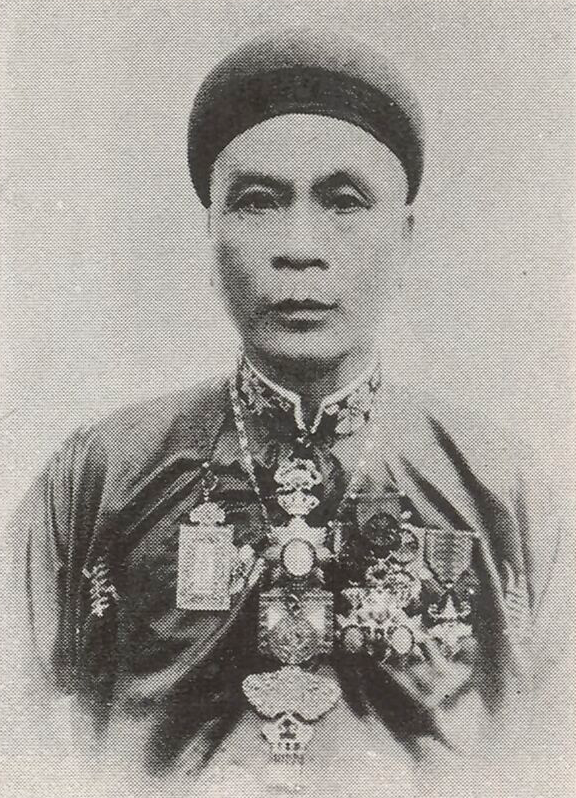
尊室廣

尊室廣（越南语：／；1883年—1972年），越南阮朝宗室、官員。

## 生平
尊室廣早年在中圻欽使座擔任秘書。啟定初年，任工部侍郎。啟定三年（1918年），升廣南布政使。啟定八年（1923年）正月，改任河靜布政使。保大元年（1926年），升平順巡撫。保大四年（1929年）初，升承天府尹。同年年底，接替蔡文瓚出任清化總督。保大八年闰五月三十日（1933年7月22日），尊室廣接替蔡文瓚，升補禮工部尚書，充機密院大臣，后升授協辦大學士。保大十七年三月二十八日（1942年5月12日），尊室廣致事，加封安浪男（越南语：／），由清化总督阮福膺蔚接任禮工部尚書。
在越南國後期，尊室廣曾擔任阮朝皇室的族長，相當於兼攝尊人府務大臣。

## 榮譽
- 農業功勳勳章軍官勳位[5]
- 柬埔寨王家勳章大軍官勳位[5]
- 大南龍星大軍官勳位[5]
- 法國榮譽軍團勳章軍官勳位[5]

## 子女
尊室廣之子尊室善是越南共和國政府的部長。
尊室廣之子尊室黃（後改名阮福黃）是越南人民軍軍官，越南教師。